# 도쿠위키
도쿠위키(DokuWiki)는 PHP 기반의 위키 소프트웨어이다. 미디어위키와 함께 널리 사용되는 위키 소프트웨어 중 하나이다. 또한 WikiMatrix에서 가장 많이 조회되는 위키 소프트웨어 중 하나이기도 하다. 텍스트 브라우저들을 포함한 대부분의 웹 브라우저를 공식적으로 지원한다.
PHP 5 이상을 지원하는 모든 웹 서버 및 운영 체제에서 구동할 수 있으며, MySQL과 같은 별도의 DBMS는 필요하지 않다. 단, 일부 플러그인의 경우 DB를 사용하는 경우가 있다. 또한 배포 버전에 숫자와 점으로 이루어진 통상적인 버전 이름 대신 날짜를 사용한다는 특징이 있다. 2009년 12월 2일 버전부터는 코드네임을 붙이기 시작하여, 최신 버전인 2014년 9월 29일 버전의 코드네임은 "Hrun"이다.
프리노드 (FreeNode)에 #dokuwiki 라는 이름의 공식 IRC 채널이 있다.

## 특징
자료 저장소로 DBMS를 이용하는 대신, 파일 시스템에 평이한 텍스트 파일로 저장한다. 또한 폴더를 통해 이름공간 (namespace) 기능을 구현하고 있다. 폴더명과 동일한 이름의 텍스트 파일을 통해 이름공간을 대표하는 문서를 만들 수 있다.
텍스트 파일을 사용할 경우의 성능 저하를 극복하기 위해서 내부에 이들의 인덱싱을 위한 별도의 파일들을 만들어 사용하고 있으며, 댓글 등 각종 메타데이터 역시 별도의 파일에 따로 저장된다. 또한 빠른 렌더링을 위해 페이지 캐싱을 사용한다. 데이터베이스를 사용하지 않는 파일 시스템 기반의 다른 위키들과 마찬가지로, 폴더 째로 복사하면 다른 서버에서 바로 구동할 수 있는 이동성을 지닌다. 또한, USB 메모리 등의 매체에 넣어 다니며 사용할 수 있도록, 아파치 웹 서버의 경량 버전 (MicroApache) 및 PHP를 내장하여 구동할 수 있는 포터블 버전을 제공한다. 단, 이는 마이크로소프트 윈도우 버전에 한정된다.
플러그인 시스템을 지원하여, 도쿠위키 홈페이지의 플러그인 페이지에서 이용자들이 개발한 각종 플러그인을 내려 받아 위키에 설치하여 위키의 기능을 확장할 수 있다. 2018년 7월 현재 1167개 이상의 플러그인들이 제작되어 있다. 위키 페이지 내에서 FTP를 통한 플러그인 설치 시스템을 제공하며, 플러그인 페이지를 통해 인기도 평가 및 플러그인에 대한 피드백 등을 확인할 수 있다. 단 일부 플러그인의 경우 플러그인 파일을 수동으로 위키 폴더 내에 압축 해제해 복사해 주어야 한다.
도쿠위키는 유니코드(UTF-8)를 지원하여 다국어를 구현할 수 있다. 또한 2012년 10월 "Adora Belle" 버전이 출시되면서 도쿠위키는 HTML5와 호환되게 되었다.
또한 WYSIWYG 편집기, 블로그, 댓글, 태그 및 태그 구름, 틀 (include), 색인 목록, 테마 시스템 (도쿠위키에서는 테마를 템플릿이라고 부른다), 분류, 접근 권한 제어 (ACL), 문서 이동 등 대부분의 기능은 플러그인 시스템을 통하여 구현되어 있으며, 주요 기능들을 구현한 플러그인들은 다운로드용 배포본에 함께 포함되어 있다.
도쿠위키의 개발은 2005년부터 시작되었지만, 버전 명칭은 2009년부터 붙기 시작하였다. 각 버전 명칭은 테리 프래쳇의 판타지 소설인 디스크월드에 등장하는 이름을 참조하여 선택된다.

## 같이 보기
- 위키
- 미디어위키
- 모니위키